# Emmanuel Khérad
 (mai 2019).
 (juillet 2019).
Emmanuel Khérad est un journaliste et producteur français né à Nice en 1974. Spécialiste des cultures francophones et de la francophonie, il produit et présente des émissions culturelles. L’académie française lui décerne le Grand Prix de l’Academie française pour le rayonnement de la langue et de la littérature en juin 2024.

## Biographie

### Carrière
Il crée et produit l'émission Quartiers Libres, diffusée à la télévision sur la chaîne LCM et sur les radios locales de la région marseillaise.
Spécialiste des thématiques urbaines, en particulier celles liées à la ville de Marseille, la vie des quartiers, son tissu social et associatif, il animera quelque temps l'émission Cultures urbaines sur France Culture.
Il a présenté de 2005 à 2024 sur France Inter l'émission La Librairie Francophone diffusée dans les pays francophones sur France Inter, Radio Canada 1re, la RTBF, RTBF International, la Radio Suisse Romande, la radio américaine Sirius, Radio France internationale et aussi sur TV5 Monde.
Il proposait à 3 millions d'auditeurs à travers le monde une émission culturelle autour des livres en croisant les genres et les cultures. N°1 en France, il s'agissait de l'émission livres la plus suivie toutes radios et télévisions confondues.
France Inter décida de ne pas reconduire l'émission La Librairie Francophone dans sa grille de rentrée 2024-2025.
Il est récompensé par le Prix Richelieu 2022 pour son engagement dans la défense de la langue française.
L'académie française lui décerne en 2024 le Prix du Rayonnement de la langue et de la littérature françaises.

## Publications
- La Massalia, 2600 ans de Marseille, éd. Muntaner Bernard, 2000.
- Préface réédition "Le dernier Mousse" de Francisco Coloane, éditions Libretto 2014
- Regarde le monde, récits de voyage, à la rencontre des écrivains et des artistes, éditions Stock, 2024.